# 新疆卫视
新疆卫视，正式名称新疆广播电视台汉语综合频道。是新疆广播电视台旗下的汉语新闻综合卫星频道，于1970年10月1日开播。1986年7月1日，新疆电视台汉语节目正式上星传输，成为全中国第一家上星播出的省级电视台。2012年5月，新疆卫视全新改版，采用现行台标，并推出日播专栏节目《丝路新发现》、《农牧新天地》，日播资讯节目《国际空间站》、《财经新视线》等。

## 节目
- 新疆新闻联播
- 开心剧场
- 经典剧场
- 农牧新天地
- 记者调查
- 热播剧场
- 星夜剧场
- 真实世界
- 社会全接触
- 财经新视线
- 综艺丝路行
- 丝路新发现
- 国际空间站
- 掀起你的盖头来

## 主持人
- 于洁丽
- 魏玉珍
- 马锐
- 孙悦
- 缪丽文
- 樊涛
- 邵伟
- 徐东林
- 孙珍玉
- 曾艳
- 郭欣艺
- 赵智杰
- 李进强